# Налужанське джерело
Налужа́нське джерело́ — гідрологічна пам'ятка природи місцевого значення в Україні. Розташоване в селі Налужжі Тернопільського району Тернопільської області, в урочищі «Бросарня».
Джерело оголошене об'єктом природно-заповідного фонду рішенням виконкому Тернопільської обласної ради № 189 від 30 серпня 1990. Перебуває у віданні Струсівської сільради. Площа — 0,01 га.
Під охороною — джерело питної води, що утворює невелику водойму; має науково-пізнавальне та естетичне значення.